# Palyas aura
Palyas aura är en fjärilsart som beskrevs av Pieter Cramer 1775. Palyas aura ingår i släktet Palyas och familjen mätare. Inga underarter finns listade i Catalogue of Life.